# Down to Earth (álbum de Nektar)
Down to Earth é o quinto álbum de estúdio da banda britânica Nektar, lançado em 1974.
| Críticas profissionais                                                      | Críticas profissionais |
| Avaliações da crítica                                                       | Avaliações da crítica  |
| Fonte                                                                       | Avaliação              |
| --------------------------------------------------------------------------- | ---------------------- |
| Allmusic                                                                    | [ 1 ]                  |
| Esta tabela precisa de ser acompanhada por texto em prosa. Consulte o guia. |                        |

## Faixas
- Todas as canções compostas por Nektar. (Copyright Popo Music, 1974)

1. "Astral Man" – 3:07
2. "Nelly the Elephant" – 5:02
3. "Early Morning Clown" – 3:21
4. "That's Life" – 6:49
5. "Fidgety Queen" – 4:04
6. "Oh Willy" – 4:00
7. "Little Boy" – 3:03
8. "Show Me the Way" – 5:55
9. "Finale" – 1:36

## Músicos
- Roye Albrighton: guitarras, vocais
- Mick Brockett: luzes
- Allan "Taff" Freeman: teclados, backing vocals
- Ron Howden: bateria, percussão
- Derek "Mo" Moore: baixo, backing vocals

Convidados:
- P. P. Arnold: backing vocals
- Phil Brown: tuba baixo
- Robert Calvert: ringmaster (diretor de circo)
- Ron Carthy: segundo trompete
- Kenneth Cole: backing vocals
- Steve Gregory: saxofone tenor
- Butch Hudson: primeiro trompete
- Chris Mercer: saxofones barítono e tenor
- Chris Pyne: trombone
- Stephen Wick: tuba
- Dieter Dierks: efeitos especiais
- Chipping Norton Mandies: coro (2-9)

## Produção
- Produzido por Peter Hauke e Nektar
- Engenharia de som e gravação por Barry Hammond